# 큰부리개개비

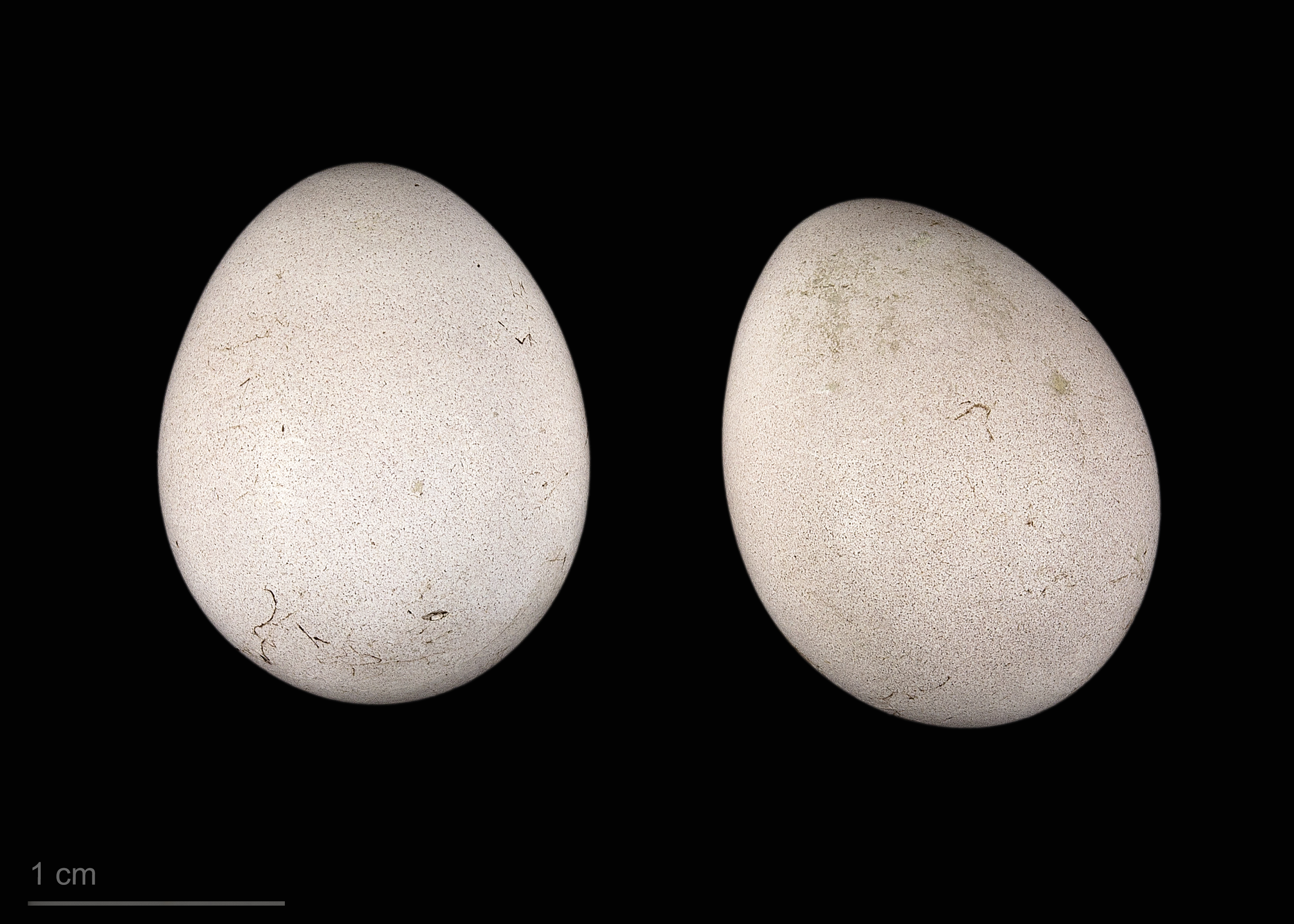
Arundinax aedon aedon

큰부리개개비(Thick-billed Warbler, 학명: Acrocephalus aedon 또는 Iduna aedon)은 참새목 개개비과 개개비속에 속하는 새이다.

## 특징
큰부리개개비의 전체 몸길이는 약 16 ~ 18 cm 이고, 자웅 동색이다. 몸의 표면은 다갈색으로 허리와 꼬리는 적갈색이고, 목으로부터 몸의 아래쪽은 백색이다. 날개색은 개개비와 유사하지만, 몸의 표면은 약간 암색이다. 미반(眉斑)이 없고, 부리가 짧고 굵은 것이 다른 종과 구별되는 특징이다. 알은 둥지에 한번에 4~6개 정도 낳는다. 먹이는 주로 곤충류를 먹는다.

## 생태
습지나 강가의 갈대밭, 관목숲에 서식한다.

## 분포
우랄 지방으로부터 시베리아 남부, 러시아 연해주 지방과 중국 동북부에 번식한다. 겨울철에는 인도 남부에서 인도 동부, 인도차이나 반도, 말레이 반도에까지 이동한다.